# Dr. Chicago
| Recensione | Giudizio |
| ---------- | -------- |
| AllMusic   | [ 1 ]    |

Dr. Chicago è un album discografico di Clifford Jordan, pubblicato dall'etichetta discografica Bee Hive Records nel 1985.

## Tracce
Lato A
1. Dr. Chicago – 5:52 (Clifford Jordan)
2. Something to Live For – 12:00 (Duke Ellington, Billy Strayhorn)
3. Zombie – 5:23 (Vernel Fournier)

Lato B
1. Touch Love – 5:44 (Alonzo Levister)
2. If I Had You – 7:07 (Jimmy Campbell, Reg Connelly, Ted Shapiro)
3. BeBop – 6:49 (Dizzy Gillespie)

## Musicisti
- Clifford Jordan - sassofono tenore
- Red Rodney - tromba (brano: Touch Love)
- Red Rodney - flicorno (brano: Something to Live For)
- Jaki Byard - pianoforte
- Ed Howard - contrabbasso (eccetto nel brano: If I Had You)
- Vernel Fournier - batteria (eccetto nel brano: If I Had You)

Note aggiuntive
- Melba Liston - arrangiamenti (brano: Something to Live For)
- Susan Neumann e Jim Neumann - produttori
- Registrato il 3 agosto 1984 al Vanguard Studio di New York
- Malcolm Addey - ingegnere delle registrazioni
- Bob Parent - design album, fotografia
- Dick Sorensen - assistente speciale
- Jack Somer - note di retrocopertina album[2]